# Soga no Iruka
Soga no Iruka ( 蘇 我 入 鹿 , fallecido el 10 de julio de 645) era el hijo de Soga no Emishi un estadista en el período Asuka de Japón. Fue asesinado en la corte en un golpe de Estado que involucró a Fujiwara no Kamatari y al príncipe Naka-no-Ōe (véase: Incidente Isshi ), quien lo acusó de intentar asesinar al príncipe Yamashiro, un cargo que Soga no Iruka negó. Soga no Emishi también se suicidó poco después de la muerte de su hijo, y la rama principal del clan Soga se extinguió. El príncipe Naka-no-Oe subió al trono como emperador Tenji, y Nakatomi no Kamatari fue promovido y se le dio el nombre Fujiwara no Kamatari. Este evento fue un catalizador para la reforma Taika.
- Datos: Q736621
- Multimedia: Soga no Iruka / Q736621